# Penadaran
Penadaran is een bestuurslaag in het regentschap Grobogan van de provincie Midden-Java, Indonesië. Penadaran telt 4191 inwoners (volkstelling 2010).